# إد كيتس
إد كيتس (بالإنجليزية: Ed Keats)‏‏ (30 يناير 1915 في شيكاغو - 2 مارس 2019 ) عقيد بحري من الولايات المتحدة.